# جيروم ديفيد سالينجر
كان جيروم ديفيد سالينجر (1 يناير 1919-27 يناير 2010) كاتبًا أمريكيًا اشتهر بروايته الحارس في حقل الشوفان.
نشر سالينجر العديد من القصص القصيرة في مجلة ستوري في أوائل الأربعينات قبل أن يخدم في الحرب العالمية الثانية. عام 1948 نُشرت قصته التي نالت استحسان النقاد «يوم مثالي لسمك البنانفيش» في مجلة النيويوركر التي نُشر فيها أيضًا العديد من أعماله اللاحقة.
نُشرت الحارس في حقل الشوفان عام 1951 ولاقت نجاحًا باهرًا فوريًا، إذ كان تصوير سالينجر للاغتراب الاجتماعي لدى المراهقين وفقدان البراءة من خلال بطل الرواية هولدن كولفيلد مؤثرًا، خصوصًا بين القراء المراهقين. اشتهرت الرواية وغدت مصدر جدل على نطاق واسع.
أدت شهرة الحارس في حقل الشوفان إلى لفت الانتباه العام ودراستها بشكل تفصيلي. أصبح سالينجر منعزلًا بعض الشيء وقلّ نشره لأعمال جديدة. نشر بعد الحارس في حقل الشوفان مجموعة قصصية صغيرة، تسع قصص (1953)، ومجلد يحتوي على رواية صغيرة وقصة قصيرة، فراني وزوي (1963)، ومجلد يحتوي على روايتين، شعاع عالي النظير، نجارون وسيمور: مقدمة (1963). ظهرت آخر أعماله المنشورة، وهي رواية قصيرة بعنوان «هابورث 16، 1924»، في مجلة النيويوركر في 19 يونيو عام 1965. بعد ذلك، تصارع سالينجر مع اهتمام وانتباه لم يطلبه بما في ذلك معركة قانونية في الثمانينات مع كاتب السيرة إيان هاملتون والإصدار في أواخر التسعينيات من المذكرات التي كتبها شخصان مقربان منه: جويس ماينارد، عشيقة سابقة؛ ومارغريت سالينجر، ابنته.

## حياته
نشأ في البرونكس وبدأ كتابة القصص القصيرة في المدرسة الثانوية. ونشر العديد في أوائل الأربعينيات قبل أن يشارك في الحرب العالمية الثانية. في 1948 نشر قصته المُزكاة (يوم مثالي لسمك الموز), في مجلة الـ نيويوركر. وفي 1951 نشر (الحارس في حقل الشوفان) التي جنت نجاحاً شعبياً سريعاً.
ولد جيروم في منهاتن بـ نيويورك، والدته ماري جيليتش كانت نصف اسكتلندية نصف أيرلندية. ووالده صول سالينغر كان يهودياً من أصل بولندي وعمل ببيع جبن كشروت. غيّرت أمه اسمها إلى ميريام وتحوّلت إلى اليهودية. ولم يعلم جيروم أنها لم تك يهودية في الأصل إلا بعد حفل الـ بار متسفا الخاص به. ولدى جيروم شقيقة واحدة هي دوريس.
داوم سالينغر في المدارس الحكومية في الجانب الغربي بمنهاتن. ثم انتقل إلى مدرسة مكبري الخاصة في الصف التاسع والعاشر. مثّل العديد من المسرحيات المدرسية وأظهر موهبة درامية رغم معارضة والده لأن يصبح جيروم ممثلاً. التحق بأكاديمية وادي فورغ العسكرية في وين بـ بنسلفانيا. وهناك كتب قصصه (تحت الغطاء) في حجرته ليلاً على مصباح ضئيل. ثم التحق بجامعة نيويورك 1936, وغادر الربيع التالي. في الخريف ذاته دفعه والده لتعلم تجارة اللحوم. وأُرسل ليعمل في شركة في فيينا. النمسا.
وغادرها قبل وقوعها في أيدي النازيين بشهر. في آذار 1938 داوم في كلية أورسينوس في بنسلفانيا لفصل دراسي واحد فقط. في 1939 حضر درساً مسائياً للكتابة في جامعة كولومبيا. يلقيه وايت بورنيت المحرر بمجلة ستوري. ووفقاً لبورنيت. سالنيغر لم يظهر نفسه إلا في الأسابيع القليلة قبل نهاية الفصل الدراسي الثاني. حيث، حسب قوله. «عاد فجأة إلى الحياة». وأكمل ثلاث قصص قصيرة. وأُخبر أن قصصه محكمة وجيدة. ونُشر له في مجلة ستوري.
في 1941. بدأ سالينغر يرسل قصصاً للـ نيويوركر. والتي رفضت سبعة من قصصه. من بينها (غداء لثلاثة) و(أنا ذهبت للمدرسة مع هتلر)، لكنها قبلت قصته (عصيان ماديسون). وهي قصة عن مراهق غير مبال بأحداث ما قبل الحرب. مما جعلها غير قابلة للنشر حتى 1946. خاصة مع أحداث الهجوم الياباني على ميناء بيرل هاربور.

## الحرب العالمية الثانية
عام 1942، بدأ سالينجر بمواعدة أونا أونيل، ابنة الكاتب المسرحي يوجين أونيل. على الرغم من اعتقاد سالينجر أن أونا مهووسة بذاتها وأنانية بشكل لا يوصف، لكنه تواصل معها بشكل جيد وكتب لها العديد من الرسائل الطويلة. انتهت علاقتهما عندما بدأت أونا بمواعدة تشارلي شابلن، الذي تزوجته في نهاية المطاف. في أواخر عام 1941 عمل سالينجر لفترة وجيزة على متن سفينة سياحية في منطقة بحر الكاريبي، وعمل مديرًا للأنشطة وربما كمؤدي ترفيهي لفترة وجيزة هناك أيضًا.
بدأ سالينجر بتقديم القصص القصيرة لمجلة النيويوركر في نفس العام. رفضت المجلة في ذلك العام سبع قصص من قصصه القصيرة، بما فيها غداء لثلاثة أشخاص، مونولوغ فور إيه ووتري هاي بول وارتدت المدرسة مع أدولف هتلر. في ديسمبر عام 1941، قُبل نشر «سلايت ريبيليون أوف ماديسون» وهي قصة تدور أحداثها في منهاتن عن مراهق ساخط يدعى هولدن كولفيلد مصاب «بقلق ما قبل الحرب». عندما نفذت اليابان الهجوم على بيرل هاربور في ذلك الشهر، أصبحت الرواية غير قابلة للنشر مما أحبط سالينجر. كتب لاحقًا في كتاب شعاع عالي النظير، نجارون وسيمور: مقدمة (1963): «أعتقد أنني سأكره سنة 1942 ما حييت، من باب المبادئ العامة وحسب»، ولم تُنشر القصة في النيويوركر حتى عام 1946. في ربيع عام 1942، بعد عدة أشهر من اشتراك الولايات المتحدة في الحرب العالمية الثانية، جُنّد سالينجر في الجيش، حيث شهد القتال مع فوج المشاة الثاني عشر، فرقة المشاة الرابعة. كان موجودًا على شاطئ يوتا يوم إنزال النورماندي وفي معركة الثغرة وفي معركة غابة هورتغن.
خلال الحملة من نورماندي إلى ألمانيا، رتب سالينجر للقاء إرنست همنغواي، وهو كاتب كان قد أثر عليه وكان يعمل بعد ذلك كمراسل حرب في باريس. كان سالينجر معجبًا بودية همنغواي وتواضعه ووجده أكثر رقة من شخصيته الروائية العامة. وكان همنغواي معجبًا بموهبة سالينجر وقال إنه يملك موهبة ملحوظة للغاية.

## بعد الحرب
في 1946. وافق وايت بورنيت على نشر مجموعة من قصص سالينغر القصيرة عن طريق دار نشر مجلة ستوري. ليبنكوت. معنونة بـ ((الشبّان)). ولكن الدار رفضت النشر ولام سالينغر بورنيت على الأمر.
في أواخر الأربعينيات اعتنق سالنيغر الزن, وفي 1948 أرسل قصته ((يوم مثالي لسمك الموز)) إلى النيويوركر. التي كانت سبباً في شهرته.في الأربعينيات تحدث سالينغر مع العديدين حول رواية عن هولدن كولفيلد، بطل قصة ((عصيان ماديسون)). وقد نشرت في 16 تموز 1951 تحت عنوان الحارس في حقل الشوفان . تراوحت ردود الأفعال حولها، من الإعجاب المطرد إلى التحفظ على جرأتها بالنسبة لذاك الوقت.

## الطابع الأدبي
يظهر المراهقون في أغلب أعمال سالينغر. مما جعله مفضلاً لهذه الفئة من القرّاء. يستخدم سالينغر تقنيات مثل، الحديث الداخلي، الخطابات، المكالمات الهاتفية. مما يظهر موهبته في بناء الحوار.

## الأعمال
- الحارس في حقل الشوفان (1951)، ترجمها إلى العربية الكاتب غالب هلسا عام 1978.[12]
- تسع قصص (1953)
- فراني وزووي (1961)

## الوفاة
توفي سالينغر لأسباب طبيعية في منزله في نيو هامبشاير في 27 يناير 2010. عن عمر 91 سنة. وقد أشير في صحيفة نيويورك تايمز أن الكاتب قد أتاه كسر في الفخذ في مايو 2009، إلا أن حالته الصحية كانت ممتازة حتى حدث له هبوط مفاجئ في العام الحالي، ولم يكن فيه أي ألم أو قبل في وقت وفاته.

### أعمال تناولت حياته
عرض في العام 2017 فيلم ثائر في حقل الشوفان (Rebel In The Rye)، وهو فيلم سيرة ذاتية عن حياة الكاتب، أخرج الفيلم المخرج الأمريكي داني سترونغ، وأدى دور سالينجر الممثل نيكولاس هولت.

## وصلات خارجية
- جيروم ديفيد سالينجر على موقع IMDb (الإنجليزية)
- جيروم ديفيد سالينجر على موقع الموسوعة البريطانية (الإنجليزية)
- جيروم ديفيد سالينجر على موقع مونزينجر (الألمانية)
- جيروم ديفيد سالينجر على موقع ألو سيني (الفرنسية)
- جيروم ديفيد سالينجر على موقع ميوزك برينز (الإنجليزية)
- جيروم ديفيد سالينجر على موقع أول موفي (الإنجليزية)
- جيروم ديفيد سالينجر على موقع إن إن دي بي (الإنجليزية)
- جيروم ديفيد سالينجر على موقع قاعدة بيانات الفيلم (الإنجليزية)

- J. D. Salinger, Enigmatic Author, Dies at 91, The New York Times, 28 January 2010
- The Reclusive Writer Inspired a Generation نسخة محفوظة 10 ديسمبر 2012 at Archive.is, Baltimore Sun, 29 January 2010
- JD Salinger – Daily Telegraph obituary
- Obituary: JD Salinger, BBC News, 28 January 2010
- Implied meanings in J. D. Salinger stories and reverting
- Dead Caulfields – The Life and Work of J.D. Salinger
- Catching Salinger – Serialized documentary about the search for J.D. Salinger
- J.D. Salinger biography, quotes, multimedia, teacher resources